# Monts Mealy
Les monts Mealy sont une chaîne de montagnes située dans la partie sud du Labrador dans la province canadienne de Terre-Neuve-et-Labrador.

## Géographie
Les montagnes se trouvent au sud du lac Melville.
Les monts Mealy englobent cinq des dix écorégions provinciales du Labrador, y compris les landes côtières, la haute toundra subarctique, la forêt boréale élevée, la forêt boréale moyenne et la tourbière d'aapa.
La chaîne de montagnes atteint des altitudes de plus de 1 000 mètres, le sommet le plus élevé dépassant 1 180 mètres sur la montagne du Kamitshuapishekat. Des névés se trouvent en altitude sur les flancs des sommets.
La rivière Eagle (anglais : Eagle River) (rivière de l'Aigle), un fleuve d'environ 270 km de long, prend sa source dans les monts Mealy avant de se jeter dans la mer du Labrador.
La rivière Kenamu (anglais : Kenamu River), un fleuve d'environ 185 km de long, est le seul cours d'eau qui traverse la colonne vertébrale des monts Mealy du sud vers le nord avant de se jeter dans le lac Melville.

## Faune et flore
Le parc national est habité par une variété d'animaux sauvages, y compris le troupeau menacé de caribous des bois des monts Mealy. Les autres mammifères qui habitent la réserve de parc sont les meutes de loups, l'ours noir, la martre et deux espèces de renards. Une entente avec les peuples autochtones de la région leur permet de continuer à chasser, piéger et pêcher dans l'aire protégée.

## Histoire
Pendant des milliers d'années, les anciennes cultures humaines ont considéré la région comme leur terre ancestrale. Pour les Innus, les Inuits et le peuple du NunatuKavut, les paysages de cette région naturelle exceptionnelle revêtent une grande importance culturelle. Les noms traditionnels du parc sont Akami-uapishku, un mot innu qui signifie « montagnes blanches de l'autre côté », et KakKasuak, un mot inuit du Labrador désignant la montagne.

## Protection environnementale

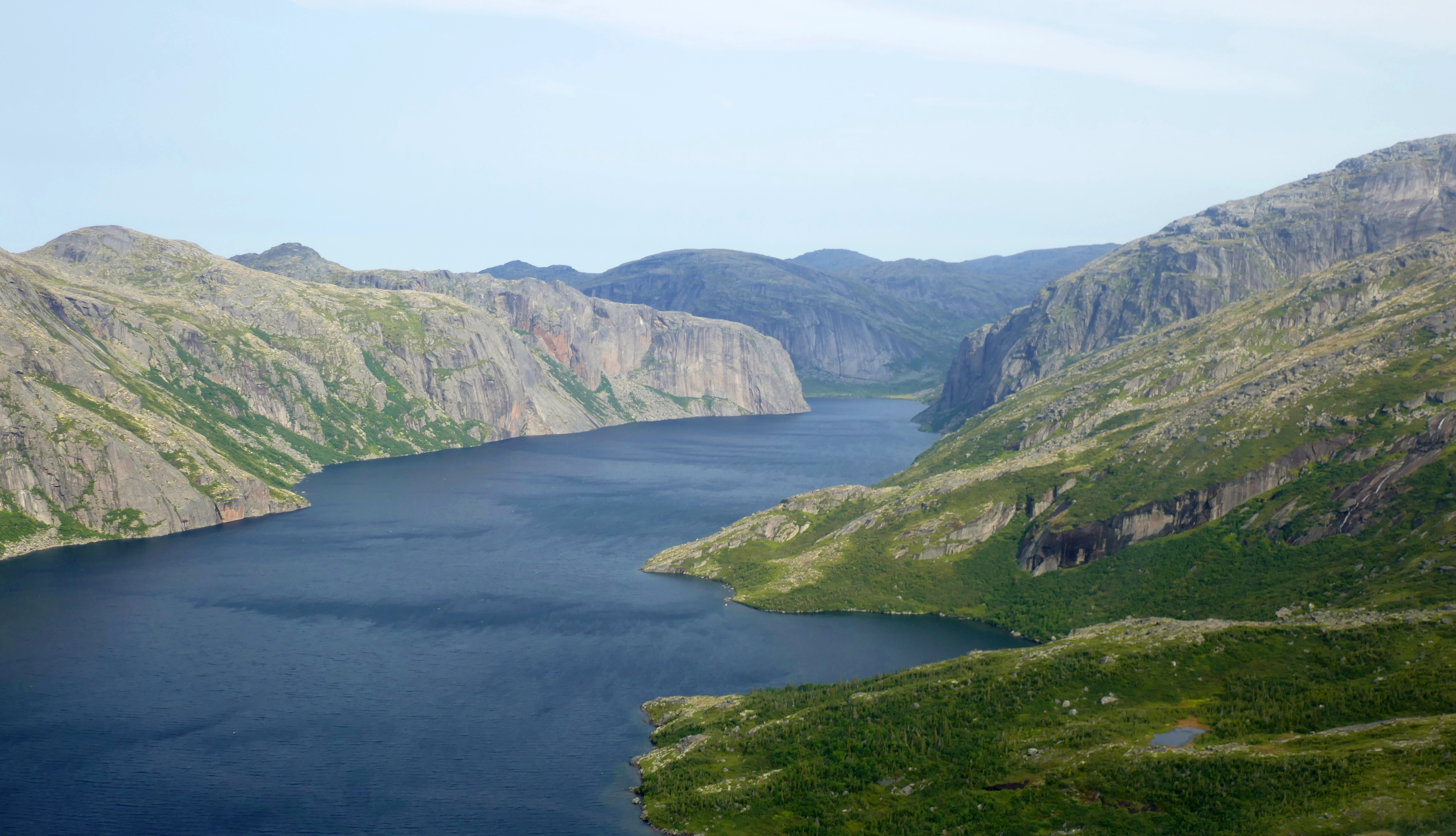
Vue des monts Mealy.

Le parc dans la région des monts Mealy, qui deviendrait le plus grand parc national de l’Est du Canada, a été annoncé en 2010 par le gouvernement fédéral.
Au même moment, le gouvernement de Terre-Neuve-et-Labrador a annoncé qu'un projet de parc provincial des voies navigables serait également créé. Il sera adjacent aux monts Mealy et protégera le bassin versant de la rivière Eagle. Ensemble, les deux parcs protégeront environ 13 000 km2. Le parc sera unique car il permettra des activités traditionnelles autochtones non autorisées dans la plupart des autres parcs, comme la chasse, le piégeage, la pêche et la coupe de bois pour usage personnel. Cependant, la poursuite du développement des terres et de l'exploitation minière ne sera pas autorisée.
Une partie importante de la chaîne de montagnes et des environs a été désignée réserve de parc national potentielle en 2015 : la réserve de parc national des Monts Mealy, une décision qui fait suite aux pressions pour la préservation de la région depuis le début des années 1970. Les gouvernements du Canada (Parcs Canada) et de Terre-Neuve-et-Labrador (ministère de l'Environnement et de la Conservation) sont convenus de poursuivre la création d'une réserve de parc national, qui verrait la zone gérée comme s'il s'agissait d'un parc national, en attendant le règlement des revendications territoriales autochtones. Une fois réglée, la zone serait probablement désignée parc national, comprenant environ 20 000 km2.
La réserve de parc national Akami-Uapishkᵁ–KakKasuak–Monts-Mealy, de 10 700 km2, a été créé en 2015 à la suite de la signature de l'entente de transfert des terres entre le gouvernement de Terre-Neuve-et-Labrador et Parcs Canada.